# Ko Samui

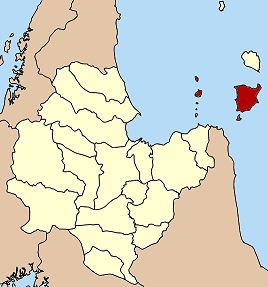
Localização de Ko Samui no Golfo da Tailândia

Ko Samui (em tailandês:  เกาะสมุย) ou Koh Samui é uma ilha do golfo da Tailândia, na parte sul do istmo de Kra e pertencente à província de Surat Thani. É, ainda, um dos 19 distritos da mesma província.
Fica a cerca de 25 km da costa continental. Tem uma área de 228 km² (é a 3.ª maior do país) e cerca de 50 000 habitantes (2009). É rica em recursos naturais, com praias arenosas, recifes de coral e milhões de coqueiros.
Fica no centro de um pequeno arquipélago de 85 ilhotas das quais só 6 são habitadas. Tem uma forma relativamente compacta (25 km x 21 km) e o seu centro culmina com a altitude de 656 m. A actividade tradicional é a pesca e a exploração de milhões de coqueiros que produzem copra.
Chamada de pérola do Mar da China, só teve desenvolvimento tardio. Até à chegada dos primeiros turistas por volta de 1980, não era povoada senão por pescadores de origem chinesa e não tinha nenhuma estrada alcatroada.
As suas magníficas praias atraíram uma enorme quantidade de turistas, inicialmente do estilo hippies, quando as ligações com o continente eram difíceis. A construção de um aeroporto na década de 1990 aumentou exponencialmente o número de visitas e provocou uma inflação no preço dos terrenos e a construção em locais anteriormente naturais.